# Lithacodia dorata
Lithacodia dorata là một loài bướm đêm trong họ Noctuidae.